# 대한민국 민법 제325조
대한민국 민법 제325조는 유치권자의 상환청구권에 대한 민법 물권법 유치권상 조문이다.

## 조문
제325조(유치권자의 상환청구권) ① 유치권자가 유치물에 관하여 필요비를 지출한 때에는 소유자에게 그 상환을 청구할 수 있다.
②유치권자가 유치물에 관하여 유익비를 지출한 때에는 그 가액의 증가가 현존한 경우에 한하여 소유자의 선택에 좇아 그 지출한 금액이나 증가액의 상환을 청구할 수 있다. 그러나 법원은 소유자의 청구에 의하여 상당한 상환기간을 허여할 수 있다.

第325條(留置權者의 償還請求權) ① 留置權者가 留置物에 關하여 必要費를 支出한 때에는 所有者에게 그 償還을 請求할 수 있다.
②留置權者가 留置物에 關하여 有益費를 支出한 때에는 그 價額의 增加가 現存한 境遇에 限하여 所有者의 選擇에 좇아 그 支出한 金額이나 增加額의 償還을 請求할 수 있다. 그러나 法院은 所有者의 請求에 依하여 相當한 償還期間을 許與할 수 있다.

## 참고 문헌
- 오현수, 일본민법, 진원사, 2014. ISBN 978-89-6346-345-2
- 오세경, 대법전, 법전출판사 , 2014 ISBN 978-89-262-1027-7
- 이준현 , LOGOS 민법 조문판례집, 미래가치, 2015. ISBN 979-1-155-02086-9